# 點鰭角魴鮄
點鰭角魴鮄，為輻鰭魚綱鮋形目牛尾魚亞目角魚科的其中一種，分布於澳洲海域，棲息深度124-138公尺，體長可達8.3公分，為底棲性魚類，屬肉食性。

## 擴展閱讀
維基物種上的相關：點鰭角魴鮄